# Proteína autopropagante

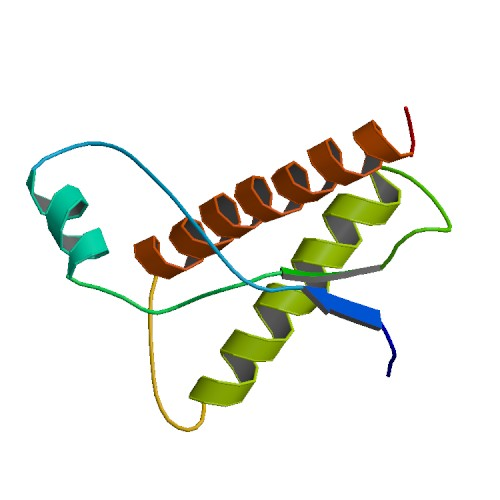
Representación de un prion bovino.

Las proteínas autopropagantes son proteínas compuestas por aminoácidos con cualidad de autopropagación. En general puede denominarse prion a toda proteína autopropagante anormalmente plegada, y suelen caracterizarse por ser agentes infecciosos compuestos por proteínas específicas, agregados proteicos o secuencias de proteínas. El gen que puede generar este tipo de proteína en mamíferos se denomina PRNP. 
Los priones son proteínas autorreplicantes, por lo que no son seres vivos y además están completamente desprovistos de ácidos nucleicos en contraposición a los organismos celulares, virus y viroides.
Originalmente el término prion se ha utilizado para referirse a los agentes infecciosos proteicos que transmiten las encefalopatías espongiformes transmisibles (EET). Sin embargo, actualmente se viene ampliando el repertorio de agentes proteicos autoreplicantes, muchos de los cuales han sido llamados "proteínas similares a priones", por lo que aún hoy (2020) no hay una terminología consensuada ni aprobada por la Conferencia Internacional de Priones para definir cada tipo de agente.
Algunos autores han usado de manera informal los términos Aminoacuea y Prionbionta para referirse a un dominio de vida compuesto por los priones infecciosos, sin embargo dichos taxones no tienen reconocimiento por los 
taxónomos o una institución taxonómica.

## Tipos
Algunos autores utilizan la siguiente clasificación de acuerdo al grado de infectividad:
- Prion propiamente dicho o proteína priónica: Varios investigadores usan el término prion exclusivamente para aquellos que causan enfermedades en mamíferos y para los priones de levadura basados en la definición original del término acuñado por Stanley Prusiner en 1982, de partículas infecciosas proteicas que resisten la inactivación mediante procedimientos que modifican los ácidos nucleicos. Esto incluye la capacidad de invadir y multiplicarse entre células y de un individuo a otro.
  - Prion de mamífero: Prion patógeno causante de EET. También la sinucleína α que causan atrofia del sistema múltiple (MSA) y la amiloidosis A sistémica en el guepardo.
  - Prion de levadura: Prion no patógeno descubierto en 1994.
- Prionoide: Proteínas o agregados de proteínas que pueden propagarse entre células (son transcelulares) pero que no se ha demostrado la transmisibilidad entre individuos.
- Quasi-prion o cuasiprión: sería aquel agregado de proteínas para los cuales nunca se ha encontrado transmisibilidad horizontal (ni entre individuos ni entre células), aunque pueden transmitirse a la progenie, como sucede con algunas proteínas de levadura y con la proteína bacteriana RepA, que son proteínas que podrían ser la base de un comportamiento similar a los priones.